# Chicorée Mode
Die Chicorée Mode AG mit Sitz in Dietikon ist eine Schweizer Modehauskette. Sie betrieb 2022 in der Schweiz 176 Filialen und erwirtschaftete einen Umsatz von 184 Millionen Schweizer Franken. Das Unternehmen beschäftigt rund 900 Mitarbeiter. Das Angebot umfasst Kleider, Accessoires und Schuhe eigener Marken und richtet sich an junge Frauen.

## Geschichte
Jörg Weber gründete das Unternehmen 1982 in Dietikon und begann mit dem Import von Jeans aus Italien. Später baute er eine eigene Kollektion auf, die er an Multilabel-Händler verkaufte. 1985 eröffnete Weber in Baden AG seinen ersten eigenen Laden unter dem Namen Chicorée. Nach der Jahrtausendwende begann das Unternehmen eine starke Expansionsphase und wuchs von 23 Standorten im Jahr 2000 schrittweise auf über 170 Filialen an. Seit März 2013 hat das Unternehmen seine Angebotspalette um Schuhe erweitert. Jörg Weber ist seit 2020 Verwaltungsratspräsident und übergab die Geschäftsführung an Thomas Ullmann und seine beiden Söhne Pascal Weber und Mathias Weber.

## Kritik
Die Nichtregierungsorganisation Erklärung von Bern verglich 2010 mittels Umfragen und Internetrecherchen bei 77 Modelabels die Standards der Arbeitsbedingungen in Produktionsländern. Chicorée wurde dabei in die schlechteste Kategorie "Verweigerer" von fünf Kategorien eingestuft.